# ستارگان، سرانجام منند
ستارگان، سرانجام منند (به انگلیسی: The stars my destination)، کتابی است نوشتهٔ آلفرد بستر در ژانر علمی‌تخیلی که اولین بار در چهار بخش در مجله گالاکسی منتشر شد. اولین بخش آن در نسخه اکتبر ۱۹۵۶ این مجله چاپ شد. داستان در سده بیست‌وچهارم میلادی می‌گذرد، زمانی که انسان‌ها توانسته‌اند تمام منظومه شمسی و فراتر از آن را مسکونی کنند و گالی فویل، یک فضانورد ساده یک کشتی فضایی ترابری، به فکر انتقام از دشمنانش می‌افتد.

## داستان
سده بیست‌وچهارم میلادی است. ده‌ها سال پیش در هنگام آزمایشی علمی حادثه‌ای پیش آمد که در طی آن نزدیک بود دانشمندی کشته شود، اما او درست سر وقت به‌طور کاملاً اتفاقی چندین متر آن‌سوتر تله‌پورت کرد و از مرگ نجات پیدا کرد. دانشمندان با بررسی شواهد ضبط‌شده و انجام آزمایش‌های متعدد موفق شدند این عمل را دوباره تکرار کنند و عصری نو در تاریخ بشر به وجود آمد. در کتاب از این تله‌پورت با نام jaunting یاد شده و برای انجام آن، شخص می‌بایست مختصات و ارتفاع هر دو مکان را بداند و علمی است که با تکرار و تمرین بدست می‌آید.
اما داستان از آنجا شروع می‌شود که فضانوردی به نام گالیور فویل (Gulliver Foyle) که مردی بی‌انگیزه، کم‌سواد و کم‌مهارت است در باقی‌مانده یک سفینه بارکش فضایی به نام Nomad گیر افتاده. سفینه Nomad که متعلق به شرکت Presteign است بیش از سه ماه پیش بر اثر حادثه‌ای که او به خاطر نمی‌آورد منهدم شده و او تنها فردی است که زنده مانده و در اتاقک انباری کوچکی که هنوز می‌توان آن را مهر و موم کرد زندگی می‌کند و هر هفته یک بار برای پیدا کردن کپسول اکسیژن تازه و بسته‌های مواد غذایی به بیرون می‌رود. در حین یکی از این بیرون‌رفتن‌ها او متوجه سفینه‌ای در آسمان می‌شود و با پرتاب منورهای آتش‌زا زنده بودن خود را نشان داده و درخواست کمک می‌کند. سفینه به او آنقدر نزدیک می‌شود که او می‌فهمد متعلق به همان شرکت Presteign است و Vorga نام دارد و سپس بدون اینکه به او کمک کند دور می‌شود. به ناگهان شعله چنان خشمی در درون گالی فویل زبانه می‌کشد که قسم می‌خورد زنده به زمین برگردد و سفینه Vorga-T:i339 را با دست های خود تکه‌تکه کند. او که تا آن روز با ناامیدی و بی‌هدف زنده مانده بود دست به تعمیر بخشی از موتور باقی‌مانده سفینه می‌زند که او را تا کرانه‌های بخشی از فضا که زمانی جایگاه ایستگاه‌های پژوهشی بود برساند.
آنچه در ادامه کتاب می‌آید داستان شگفت‌انگیز گالی فویل است که با انواع خطرها و مشکلات روبه‌رو می‌شود تا به سفینه ورگا دست پیدا کند. او در این راه با ساکنان سرگردان فضا مبارزه می‌کند، از مخوف‌ترین زندان جهان فرار می‌کند، از چنگال سرویس‌های اطلاعاتی، کماندوهای بریگاد و نیروهای شرکت پرستین فرار می‌کند، دانش‌های بسیار فرا می‌گیرد و نقش‌ها بازی می‌کند و سرانجام در پایان راه هم دلیل رها شدنش توسط سفینه ورگا را می‌فهمد و هم اینکه چرا زنده مانده‌است.

## شخصیت‌ها
- گالیور فویل: آخرین بازمانده کشتی فضایی Nomad. که در طول کتاب به فکر انتقام از کسانی است که او را در فضا رها کردند.
- پرستین: رئیس شرکت و خاندان بزرگ پرستین. بخشی از شرکت او شامل فروشگاه‌های زنجیره‌ای پرستین و شرکت حمل ونقل فضایی‌اش می‌شود.
- رابین ودنزبری: مربی آموزش جاونتینگ. او یک تله‌پات یک طرفه است. در بیمارستانی که گالی فویل در آن است مسئول آموزش جاونتینگ به کسانی است که آن را فراموش کرده‌اند. در ادامه کتاب نیز با گالی فویل همکاری می‌کند.
- جیزابل مک‌کویین: یکی از زندانیان بند زنان زندان گوفر مارتل. به همراه گالی فویل از زندان فرار می‌کند.
- ساول داگنهام: رئیس نیروهای ویژه پرستین که ماموریت بازجویی از گالی فویل در ابتدای کتاب و نیز پیدا کردن او در طول کتاب را به عهده دارد. او زمانی یک دانشمند هسته‌ای بوده که به علت رادیواکتیوه شدن نمی‌تواند بیش از چند دقیقه در یک اتاق با افراد دیگر به سر ببرد.
- پیتر یانگ‌یوئل: یکی از افسران بخش فرماندهی سازمان امنیت مرکزی زمین. او نیز در طول کتاب به دنبال پیدا کردن فویل است.
- اولیویا پرستین: دختر نابینای پرستین که تنها می‌تواند طول موج رادیویی و اینفرارد را ببیند. او نیز همچون جیزابل علیه محدودیت‌هایی که جامعه علیه زنان وضع کرده شوریده‌است. قویل با دیدن او دلبسته‌اش می‌شود.